# 868
868 (DCCCLXVIII) fue un año bisiesto comenzado en jueves del calendario juliano, en vigor en aquella fecha.

## Acontecimientos

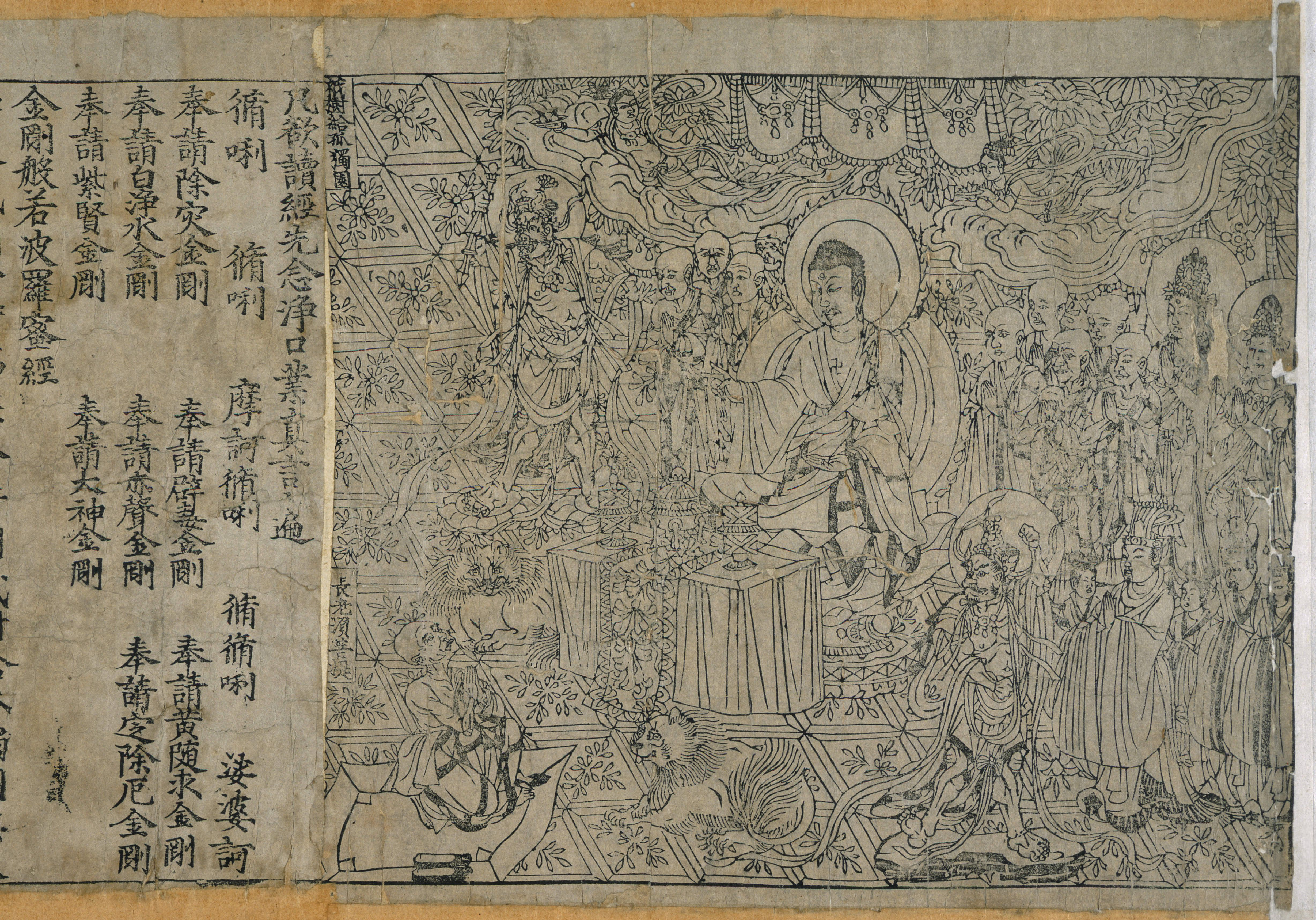
Sutra del diamante, libro hallado en la cueva de Dunhuang (China). Es el documento impreso de fecha conocida más antiguo que se conserva.

- 11 de mayo: en China, Wang Jie imprime el Sutra del diamante (texto budista), traducido del idioma sánscrito. Se considera el primer libro impreso que ha llegado a la actualidad.[1]
- En el Reino de Asturias muere el caudillo Vimara Pérez (llamado el Repoblador de Porto), que será el iniciador de un linaje de primera importancia en el área portuguesa.
- En Malta, los musulmanes aglabíes se adueñan de la isla, convirtiéndose en dueños del Mediterráneo occidental.

## Fallecimientos
- Vimara Pérez (48) caudillo portugués (n. 820).